# Linia kolejowa 145 Prievidza – Horná Štubňa
Linia kolejowa nr 145 Prievidza – Horná Štubňa – linia kolejowa na Słowacji o długości 37 km, łącząca Prievidzę z miejscowością Horná Štubňa. Jest to linia jednotorowa oraz niezelektryfikowana.